# Georg Friedrich von Sommerfeld
Georg Friedrich von Sommerfeld (* 19. März 1687; † 11. Oktober 1760 in Hannover)  war königlich großbritannischer und kurbraunschweiger-lüneburgischer General der Infanterie, Chef der Garde zu Fuß sowie Gouverneur von Hannover.

## Herkunft
Er entstammt der schlesischen Familie Sommerfeld. Seine Eltern waren der Generalleutnant Carl Christian von Sommerfeldt (1650–1711) und dessen Ehefrau Hedwig von Berlepsch († 10. Mai 1711) aus dem Haus Uxleben.

## Leben
Er wurde im Juni 1735 Brigadier, 1738 Generalmajor und im Dezember 1740 Generalleutnant. Im Jahr 1742 war er Kommandeur der Infanterie eines Hilfskorps, das während des Österreichischen Erbfolgekrieges in Niederländischen Diensten stand. So kämpfte er 1743 in der Schlacht bei Dettingen, 1744 kam er zurück in die Niederlande. Nach Ende des Krieges kam er nach den Haag, um Absprachen für den Fall zu treffen, dass die Franzosen das Kurfürstentum Braunschweig-Lüneburg bedrohen sollten. Danach kehrte er mit 8000 Mann zurück.
Er wurde 1745 Kommandeur des Hannoverschen Corps, das jetzt der österreichischen Armee unter dem Herzog von Aremberg zugeordnet war. Im Januar 1746 kam er mit dem Corps aus der Wettau zurück. Im Mai 1746 erhielt er erneut das Kommando über die hannoverschen Hilfstruppen in den Niederlanden, wofür er jetzt zum General der Infanterie ernannt wurde. Er kämpfte wieder im Österreichischen Erbfolgekrieg in der Schlacht bei Roucoux und bei Lauffeldt. 1748 wurde er Krieg mit dem Frieden von Aachen (1748) beendet. So kehrte er zurück und wurde im Juni 1749 zum Gouverneur von Hannover und Chef des Garderegiments ernannt. Während des Siebenjährigen Krieges wurde er noch Chef eines Korps das nach England geschickt wurde, um es gegen eine mögliche französische Invasion zu verteidigen. Das Korps kehrte aber bereits 1757 zurück. Es war seine letzte militärische Aktion, bevor er am 11. Oktober 1760 als letzter seines Stammes verstarb. Er wurde im Erbbegräbnis der Familie bei Vargula beigesetzt.

## Familie
Er heiratete am 22. Juni 1718 Charlotte Eleonore Isabella von Hammerstein (* 1700). Das Paar hatte zwei Kinder, die kurz nach der Geburt verstarben.